# Schönau an der Brend
Schönau an der Brend, Schönau a.d.Brend – miejscowość i gmina w Niemczech, w kraju związkowym Bawaria, w rejencji Dolna Frankonia, w regionie Main-Rhön, w powiecie Rhön-Grabfeld, wchodzi w skład wspólnoty administracyjnej Bad Neustadt an der Saale. Leży w Grabfeldzie, około 10 km na północny zachód od Bad Neustadt an der Saale, nad rzeką Brend, przy drodze B279.

## Demografia
| Rok  | Liczba mieszk. |
| ---- | -------------- |
| 1970 | 1.258          |
| 1987 | 1.353          |
| 2000 | 1.443          |
| 2005 | 1.397          |

## Polityka
Wójtem od 1996 jest Walter Vey. Rada gminy składa się z 12 członków:
|      | Lista Schönauer | Razem     |
| 2002 | 12              | 12 miejsc |

## Oświata
(na 1999)

W gminie znajduje się 50 miejsc przedszkolnych (z 43 dziećmi) oraz szkoła podstawowa (5 nauczycieli, 112  uczniów).